# Triplaris melaenodendron
Triplaris melaenodendron là một loài thực vật có hoa trong họ Rau răm. Loài này được (Bertol.) Standl. & Steyerm. miêu tả khoa học đầu tiên năm 1943.